# Saison 12 de Doctor Who, première série
Chronologie
Saison 11 Saison 13
Cet article présente les épisodes de la douzième saison de la première série de la série télévisée Doctor Who.

## Distribution
- Tom Baker (V. F. : Jacques Ferrière) : Le Docteur
- Elisabeth Sladen : Sarah Jane Smith
- Ian Marter (V. F. : Maurice Sarfati) : Harry Sullivan
- Nicholas Courtney : Brigadier Lethbridge-Stewart (dans Robot)
- John Levene : Sergent Benton (dans Robot)

## Liste des épisodes
| N°  | Part. | Titre original                       | Titre français              | Scénario                     | Réalisation       | Première diffusion au Royaume-Uni                                             | Code | Audience (en millions)    |
| --- | ----- | ------------------------------------ | --------------------------- | ---------------------------- | ----------------- | ----------------------------------------------------------------------------- | ---- | ------------------------- |
| 075 | 1     | Robot (4 épisodes)                   | Robot                       | Terrance Dicks               | Christopher Barry | 28 décembre 1974 4 janvier 1975 11 janvier 1975 18 janvier 1975               | 4A   | 10,8 10,7 10,1 9          |
| 076 | 2     | The Ark in Space (4 épisodes)        | L'Arche dans l'espace       | Robert Holmes John Lucarotti | Rodney Bennett    | 25 janvier 1975 1er février 1975 8 février 1975 15 février 1975               | 4C   | 9,4 13,6 11,2 10,2        |
| 077 | 3     | The Sontaran Experiment (2 épisodes) | -                           | Bob Baker Dave Martin        | Rodney Bennett    | 22 février 1975 1er mars 1975                                                 | 4B   | 11 10,5                   |
| 078 | 4     | Genesis of the Daleks (6 épisodes)   | La Genèse des Daleks        | Terry Nation                 | David Maloney     | 8 mars 1975 15 mars 1975 22 mars 1975 29 mars 1975 5 avril 1975 12 avril 1975 | 4E   | 10,7 10,5 8,5 8,8 9,8 9,1 |
| 079 | 5     | Revenge of the Cybermen (4 épisodes) | La Revanche des Cybernators | Gerry Davis                  | Michael Briant    | 19 avril 1975 26 avril 1975 3 mai 1975 10 mai 1975                            | 4D   | 9,5 8,3 8,9 9,4           |